# Dow's Lake
Dow's Lake är en sjö i Kanadas huvudstad Ottawa.   Den ligger i provinsen Ontario, i den sydöstra delen av landet. Arean är 0,27 kvadratkilometer. Den sträcker sig 0,7 kilometer i nord-sydlig riktning, och 0,7 kilometer i öst-västlig riktning.